# MSCONS
MSCONS ist die Abkürzung für Metered Services Consumption report message und ist ein elektronisches Nachrichtenformat der UN/CEFACT, das auf dem Standard EDIFACT beruht. In der EDIFACT-Sprache ist MSCONS ein Nachrichtentyp, der für einen präziseren und einfacheren Nachrichtenaustausch für die Branche Energiewirtschaft spezielle Definitionen enthält zur standardisierten Übertragung von Lastprofil- und Zählerdaten.

## Deutsche Energiewirtschaft
In Deutschland ist die Verwendung von MSCONS in der deutschen Energiewirtschaft im Rahmen der Geschäftsprozesse zur Kundenbelieferung mit Elektrizität (GPKE) im August 2007  zur Pflicht geworden. Seit April 2011 ist die MSCONS auch im Rahmen der Marktregeln für die Durchführung der Bilanzkreisabrechnung Strom (MaBiS) Pflicht.
Mit der MSCONS ist u. a. ein diskriminierungsfreies Energiedaten-Management (EDM) möglich. Andere Länder wie etwa die Niederlande haben diesen Schritt schon einige Jahre früher vorgenommen.
Wie bei den meisten EDIFACT-Nachrichtentypen existieren auch für MSCONS nationale branchenspezifische Definitionen. In Deutschland werden diese  vom Bundesverband der Energie- und Wasserwirtschaft (BDEW) zusammen mit anderen Verbänden und der Bundesnetzagentur (BNetzA) ausgearbeitet.